# Větrný mlýn Příčovy
Větrný mlýn, který se nachází západně od obce Příčovy v okrese Příbram ve Středočeském kraji, je torzem mohutné technické stavby z 18. století. Pozůstatky unikátního větrného mlýna jsou evidovány v Ústředním seznamu kulturních památek České republiky pod číslem rejstříku 36122/2-2544.

## Geografická poloha
Kamenný mlýn byl postaven na nízkém skalním suku na vrchu Chlumky v nadmořské výšce 400 metrů v prostoru mezi obcí Příčovy a rybníkem Musíkem, jehož založení v 16. století je připisováno Jakubu Krčínovi z Jelčan a Sedlčan. Torzo impozantního objektu nebývalých rozměrů se nachází 80 metrů severně od cesty, vedoucí z Příčov do Dublovic, a zhruba 300 metrů severozápadně od hranic intravilánu obce Příčovy.

## Historie
Dle údajů, uvedených v památkovém katalogu Národního památkového ústavu, se jedná o neobvykle předimenzovanou technickou stavbu z 18. století. Ve stati o historii obce, publikované na oficiálních stránkách obce Příčovy, jsou uvedeny dvě historické zmínky o mlýnu na vrchu Chlumky, zapsané již na počátku 17. století. Poprvé je mlýn Chlumky zmíněn v roce 1604 v urbáři lobkowického panství, následně pak též v knize poddaných panství Vysoký Chlumec z let 1606–1617, nejsou však bezprostřední důkazy, že se zde hovoří právě o tomto mimořádně velkém větrném mlýnu. Existuje zápis z roku 1617, v němž je zmínka, že sedm osob, které přebývají a pracují na takzvaném „Větrníku“, patří mezi poddané. Kdy se zde přestalo mlít obilí, není známo, v druhé polovině 18. století byl mlýn již opuštěný.

## Popis stavby

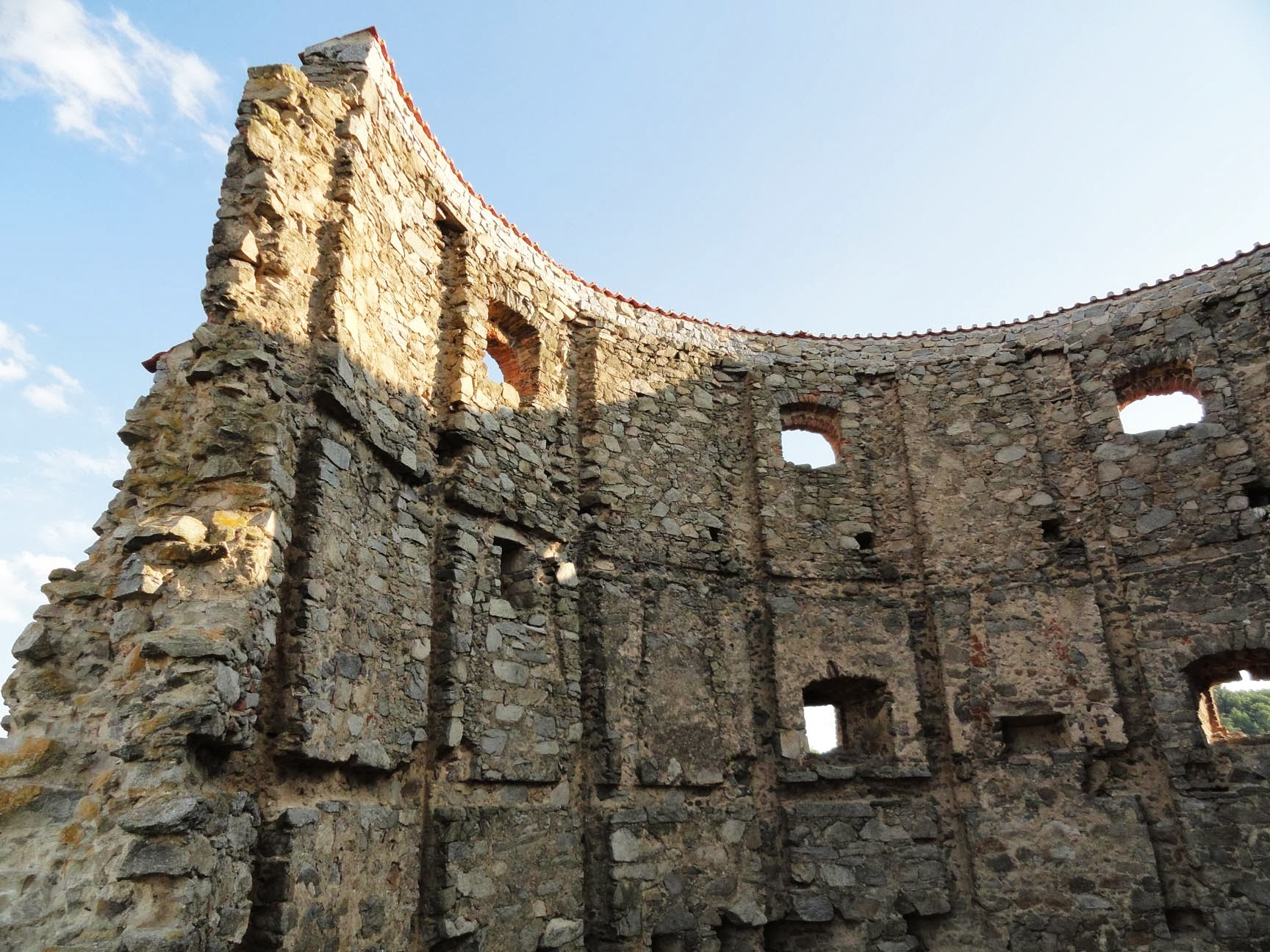
Vnitřní zdi stavby

Těleso mohutné stavby, která se nachází na parcele č. 579 na katastrálním území Příčovy, se skládá ze dvou částí. Dvě třetiny výšky objektu tvoří mírně kónická spodní část, zakončená římsou z prejzů. Nad římsou vystupují pozůstatky horní části stavby, která měla cylindrický tvar. Vnitřek stavby je prázdný, na zdivu jsou zde patrné otisky někdejší dřevěné konstrukce stropů. Mlýn má kruhový půdorys o průměru více než 13 metrů, ve spodní části je zdivo silné až 1,2 metrů.
Jelikož stavba nemá z hlediska svých rozměrů nejen na území ČR, ale i v celé Evropě obdoby, bývalo dokonce zpochybňováno, zda se opravdu jednalo o větrný mlýn. Archeologický a stavební průzkum, který zde byl proveden v 90. letech 20. století však potvrdil, že objekt opravdu po určitou dobu sloužil jako větrný mlýn holandského typu. Podle tohoto průzkumu mlýn byl pravděpodobně vybudován ve spojitosti s výstavbou příčovského zámku a poplužního dvora rodu Schönpflugů z Gamsenbergu, což by jeho vznik datovalo do první poloviny 18. století. Svému účelu mlýn sloužil patrně jen do konce 18. století a od té doby stavba chátrá. Částečné zakonzervování objektů bylo sice provedeno dvakrát v průběhu 20. století – před druhou světovou válkou a pak v polovině 90. let – stav památky však není uspokojivý. Na východní straně již zanikla zhruba jedna pětina celého obvodu stavby a objekt nadále podléhá postupné zkáze.